# CF Armacenenses
El CF Armacenenses es un equipo de fútbol de Portugal que juega en el Campeonato de Portugal, la tercera división de fútbol en el país.

## Historia
Fue fundado en el año 1935 en la ciudad de Armação de Pêra en la municipalidad de Silves en la región de Algarve, por lo que está afiliado a la Asociación de Fútbol de Algarve, por lo que puede competir en los torneos organizados por la asociación.
El club también ha formado parte de la Copa de Portugal en al menos 4 ocasiones, pero nunca han podido superar una ronda.

## Palmarés
- Liga Regional de Algarve: 1

2015/16

## Jugadores

### Jugadores destacados
- Hélder Lourenço